# مزنغ (تشناران)
مزنغ (بالفارسية: مزنگ) هي قرية تقع في قسم تشناران الريفي (مقاطعة تشناران) في إيران. يقدر عدد سكانها بـ 185 نسمة بحسب إحصاء 2016.